# Campo Sportivo di Borgo Maggiore
Campo Sportivo di Borgo Maggiore – stadion piłkarski położony w mieście Borgo Maggiore w San Marino. Swoje mecze rozgrywają na nim drużyny piłkarskie AC Libertas, SP Cailungo i SS San Giovanni. Stadion może pomieścić 200 widzów.